# Soyuz 30
Soyuz 30 fue una misión de una nave Soyuz 7K-T lanzada el 27 de junio de 1978 desde el cosmódromo de Baikonur con dos cosmonautas a bordo hacia la estación espacial Salyut 6. En ella viajaba el segundo cosmonauta no soviético en el marco del programa Intercosmos.
La Soyuz 30 se acopló a la estación Salyut 6 para realizar diversos experimentos científicos y técnicos mientras estaba ocupada por la tripulación de la misión Soyuz 29. El cosmonauta del programa Intercosmos fue Mirosław Hermaszewski, de Polonia, que realizó diversos experimentos biológicos, de observación terrestre y para el estudio de las auroras polares.
La cápsula en que la tripulación regresó está expuesta en el Museo Polaco del Ejército, en Varsovia.
La Soyuz 30 regresó el 5 de julio de 1978.

## Tripulación
- Pyotr Klimuk (Comandante)
- Mirosław Hermaszewski (Especialista científico, polaco)

## Tripulación de respaldo
- Valery Kubasov (Comandante)
- Zenon Jankowski (Especialista científico, polaco)

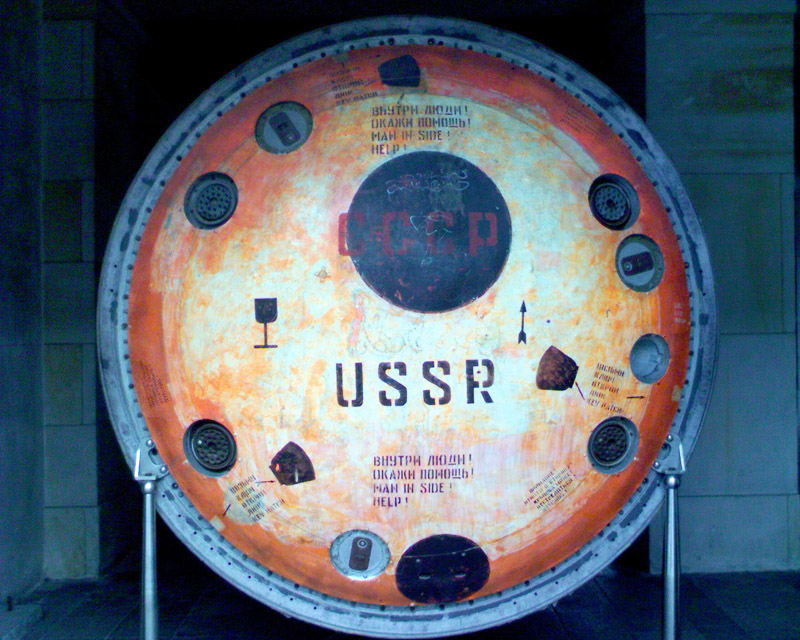
Cápsula de retorno de la Soyuz 30, expuesta en el Museo del Ejército, en Varsovia.